# Cruz de Chalpón (Piura)
Cruz de Chalpón es un caserío peruano ubicado en el distrito de Huarmaca, perteneciente a la provincia de Huancabamba del departamento de Piura, al norte del Perú. 

## Ubicación
Cruz de Chalpón se ubica al suroeste de la provincia de Huancabamba, en el distrito de Huarmaca, en el departamento de Piura.

## Demografía
En 2017 Cruz de Chalpón tenía una población de 139 habitantes.
| Gráfica de evolución demográfica de Cruz de Chalpón entre 1993 y 2017 |
|                                                                       |
| Fuentes: Población 1993 y 2017                                        |